# Maria Paiato
Maria Paiato (Stienta, 8 maggio 1961) è un'attrice italiana.

## Biografia
Diplomatasi all'Accademia nazionale d'arte drammatica nel 1984, ha recitato con importanti registi, come Luca Ronconi, Mauro Bolognini, Giancarlo Sepe, Maurizio Scaparro, Antonio Calenda, Nanni Loy, Saverio Marconi, Roberto Guicciardini, Giampiero Cicciò, Valerio Binasco. Al cinema è stata diretta, tra gli altri, da Francesca Archibugi (Lezioni di volo, 2007) e Marco Martani (Cemento armato, 2007). È stata poi interprete, nel 2009, del ruolo di magistrato nel film di Francesca Comencini Lo spazio bianco. Ha interpretato Ida Marangon nel film di Luca Guadagnino Io sono l'amore, al fianco di Tilda Swinton. Il film è stato candidato ai Golden Globes 2010 nella categoria "film straniero".
Ha vinto numerosi premi tra cui il premio per il teatro di Borgio Verezzi (1994), il premio Flaiano (2001), il premio E.T.I. Gli Olimpici del Teatro (2004), la Maschera d'oro (2005), e tre premi Ubu (2005, 2006 e 2019), il premio Hystrio all'interpretazione (2010), il premio Virginia Reiter alla carriera (2019). Il 14 settembre 2007 le è stato assegnato il premio E.T.I. Gli Olimpici del Teatro per il monologo Un cuore semplice, nella categoria "One woman  show", mentre il 12 ottobre 2009 ha ricevuto il premio Eleonora Duse come migliore attrice per la stagione teatrale 2008-2009.

## Filmografia

### Cinema
- Night club, regia di Sergio Corbucci (1989)
- Nottataccia, regia di Duccio Camerini (1992)
- La vera vita di Antonio H., regia di Enzo Monteleone (1994)
- Cronaca di un amore violato, regia di Giacomo Battiato (1994)
- Mari del sud, regia di Marcello Cesena (2000)
- Il pranzo della domenica, regia di Carlo Vanzina (2003)
- In questo mondo di ladri, regia di Carlo Vanzina (2004)
- L'estate di mio fratello, regia di Pietro Reggiani (2004)
- Lezioni di volo, regia di Francesca Archibugi (2006)
- Cemento armato, regia di Marco Martani (2007)
- Lo spazio bianco, regia di Francesca Comencini (2009)
- Io sono l'amore, regia di Luca Guadagnino (2009)
- La passione, regia di Carlo Mazzacurati (2010)
- Solo di passaggio, regia di Alessandro Zonin – cortometraggio (2010)
- Il comandante e la cicogna, regia di Silvio Soldini (2012)
- La sedia della felicità, regia di Carlo Mazzacurati (2013)
- Un paese quasi perfetto, regia di Massimo Gaudioso (2016)
- La pelle dell'orso, regia di Marco Segato (2016)
- Il testimone invisibile, regia di Stefano Mordini (2018)

### Televisione
- Anni '60, regia di Carlo Vanzina – miniserie TV (1999)
- Distretto di Polizia – serie TV, episodio 1x04 (2000)
- Provaci ancora prof! – serie TV, episodio 2x05 (2007)
- Vita da Carlo – serie TV (2021-2024)
- Monterossi – serie TV, 7 episodi (2022-2023)
- Fedeltà, regia di Andrea Molaioli e Stefano Cipani – miniserie TV, 6 episodi (2022)
- Call My Agent Italia – serie TV (2022)

## Teatro
- Le donne della festa di Aristofane, regia di Massimo Manna (1987)
- Il caso Papaleo di Ennio Flaiano, regia di Maria Paola Sutto (1987)
- La commedia cortigiana di Pietro Aretino, regia di Roberto Guicciardini (1988)
- Intrighi d'amore di Torquato Tasso, regia di Salvatore Cardone (1988)
- Davanti alla legge di Franz Kafka, regia di Ennio Coltorti (1988)
- Kessy canta di Claudio Carafoli, regia di Claudio Carafoli (1988)
- Angeli sotto la luna di Claudio Carafoli e P. Cairelli, regia di Claudio Carafoli (1989)
- La dodicesima notte di William Shakespeare, regia di Ennio Coltorti (1989)
- Domani in tutte le edicole di Duccio Camerini, regia di Ennio Coltorti (1989)
- Sotto il segno dei Gemelli di A. Innaurato, regia di Maddalena Fallucchi (1989)
- La brocca rotta di Heinrich von Kleist, regia di Luca De Fusco (1990)
- Le nozze di Figaro di Beaumarchais, regia di Ennio Coltorti (1990)
- L'ultimo degli amanti focosi di Neil Simon, regia di Nanni Loy (1991)
- Sogno di una notte di mezza estate di William Shakespeare, regia di Mauro Bolognini (1991)
- Pezzi brevi da Harold Pinter di Giorgio Gaber, da Harold Pinter, regia di R. Gianmarco (1991)
- Scandalo a porte chiuse, regia di R. Gianmarco (1992)
- Stringiti a me, stringiti a me di Giuseppe Manfridi, regia di Walter Manfrè (1992)
- ... e i topi ballano, regia di Mattia Sbragia (1992)
- La tana di Alberto Bassetti, regia di Antonio Calenda (1993)
- Le confessioni di Walter Manfré, regia di Duccio Camerini (1993)
- La storia di Zazà di Charles Simon e Pierre Francisque Samuel Berton, regia di Giancarlo Sepe (1993)
- Nuvoletta di Arturo Annecchino, regia di Arturo Annecchino (1994)
- L'inno dell'ultimo anno di Giuseppe Manfridi, regia di Maurizio Panici (1994)
- Il tacchino di Georges Feydeau, regia di Giancarlo Sepe (1994)
- Panama di F.Camilli e F.Pagani, regia di F. Cagnoni (1995)
- Agamennone di Seneca, regia di D. Ardini (1995)
- Un marito ideale di Oscar Wilde, regia di Giancarlo Sepe (1996)
- Il re muore di Eugène Ionesco, regia di Giancarlo Sepe (1996)
- Le relazioni pericolose di Choderlos de Laclos, regia di Giancarlo Sepe (1997)
- Inferno di Dante Alighieri, regia di Lorenzo Salveti (1997)
- Octavia di Seneca, regia di Marcello Cava (1998)
- Le notti di Cabiria, regia di Saverio Marconi (1998)
- September song di G. Calligaric, regia di G. Calligaric (1999)
- La sposa di Messina di Friedrich Schiller, regia di Giampiero Cicciò (1999)
- Anna Weiss di M. Cullen, regia di Pierpaolo Sepe (1999)
- Manichini di G. Brancale, regia di L. Petrillo (2000)
- Finale di partita di Samuel Beckett, regia di Pierpaolo Sepe (2000)
- La strana coppia di Neil Simon, regia di Gino Zampieri (2000)
- Two di Jim Cartwright, regia di A. Martino (2001)
- La spiaggia di Luca De Bei, regia di Maurizio Panici (2001)
- La Maria Zanella di Sergio Pierattini, regia Maurizio Panici (2001)
- Senso di Luca De Bei, regia Giampiero Cicciò (2002)
- Ecco un uomo libero! di Tom Stoppard, regia di Francesco Macedonio (2002)
- Cara professoressa di Ljudmila Razumovskaja, regia di Valerio Binasco (2003)
- Natura morta in un fosso di Fausto Paravidino, regia di Fausto Paravidino (2004)
- Le troiane di Euripide, regia di Piero Maccarinelli (2005)
- Il silenzio dei comunisti di Vittorio Foa, Miriam Mafai e Alfredo Reichlin, regia di Luca Ronconi (2006)
- Un cuore semplice di Gustave Flaubert, regia di Luca De Bei (2007)
- Ritter, Dene, Voss di Thomas Bernhard, regia di Piero Maccarinelli (2007)
- L'intervista di Natalia Ginzburg, regia di Valerio Binasco (2009)
- Quattro atti profani di Antonio Tarantino, regia di Valter Malosti (2009)
- Precarie età di Maurizio Donadoni, regia di Cristina Pezzoli (2009)
- Erodiade di Giovanni Testori, regia di Pierpaolo Sepe (2010)
- La modestia di Rafael Spregelburd, regia di Luca Ronconi (2011)
- Anna Cappelli di Annibale Ruccello, regia di Pierpaolo Sepe (2011)
- Santa Giovanna dei macelli di Bertolt Brecht, regia di Luca Ronconi (2012)
- Il panico di Rafael Spregelburd, regia di Luca Ronconi (2013)
- Medea di Seneca, regia di Pierpaolo Sepe (2013)
- Celestina di Michel Garneau da Fernando de Rojas, regia di Luca Ronconi (2014)
- Amuleto di Roberto Bolaño, regia di Riccardo Massai (2014)
- Due donne che ballano di Josep M. Benet I Hornet, regia di Veronica Cruciani (2014)
- Play Strindberg di Friederich Durrenmatt, regia di Franco Però (2016)
- Una e una notte di Ennio Flaiano (2017-2018)
- Stabat Mater, regia di Giuseppe Marini (2018)
- Così è (se vi pare) di Luigi Pirandello, regia di Filippo Dini (anche attore), con Giuseppe Battiston e Andrea Di Casa. Teatro Carignano di Torino (2018)
- Un nemico del popolo di Henrik Ibsen, regia di Massimo Popolizio (anche attore) (2019-2020)
- Madre Coraggio e i suoi figli di Bertolt Brecht, regia di Paolo Coletta (2019)
- Il delirio del particolare. Ein Kammerspiel di Vitaliano Trevisan, regia di Giorgio Sangati (2021)
- Boston Marriage di David Mamet, regia di Giorgio Sangati (2023)
- Ladies football club di Stefano Massini, regia di Giorgio Sangati (2024)

## Riconoscimenti
- Nastri d'argento - Grandi Serie
  - 2025 – Candidatura alla miglior attrice non protagonista per Vita da Carlo

- Premio Flaiano Sezione teatro[1]
  - 2001 – Premio all'interpretazione per La strana coppia e La spiaggia

- Premio Ubu
  - 2004/2005 – Migliore attrice per La Maria Zanella
  - 2005/2006 – Migliore attrice per Il silenzio dei comunisti